# Reserve (Porzellan)

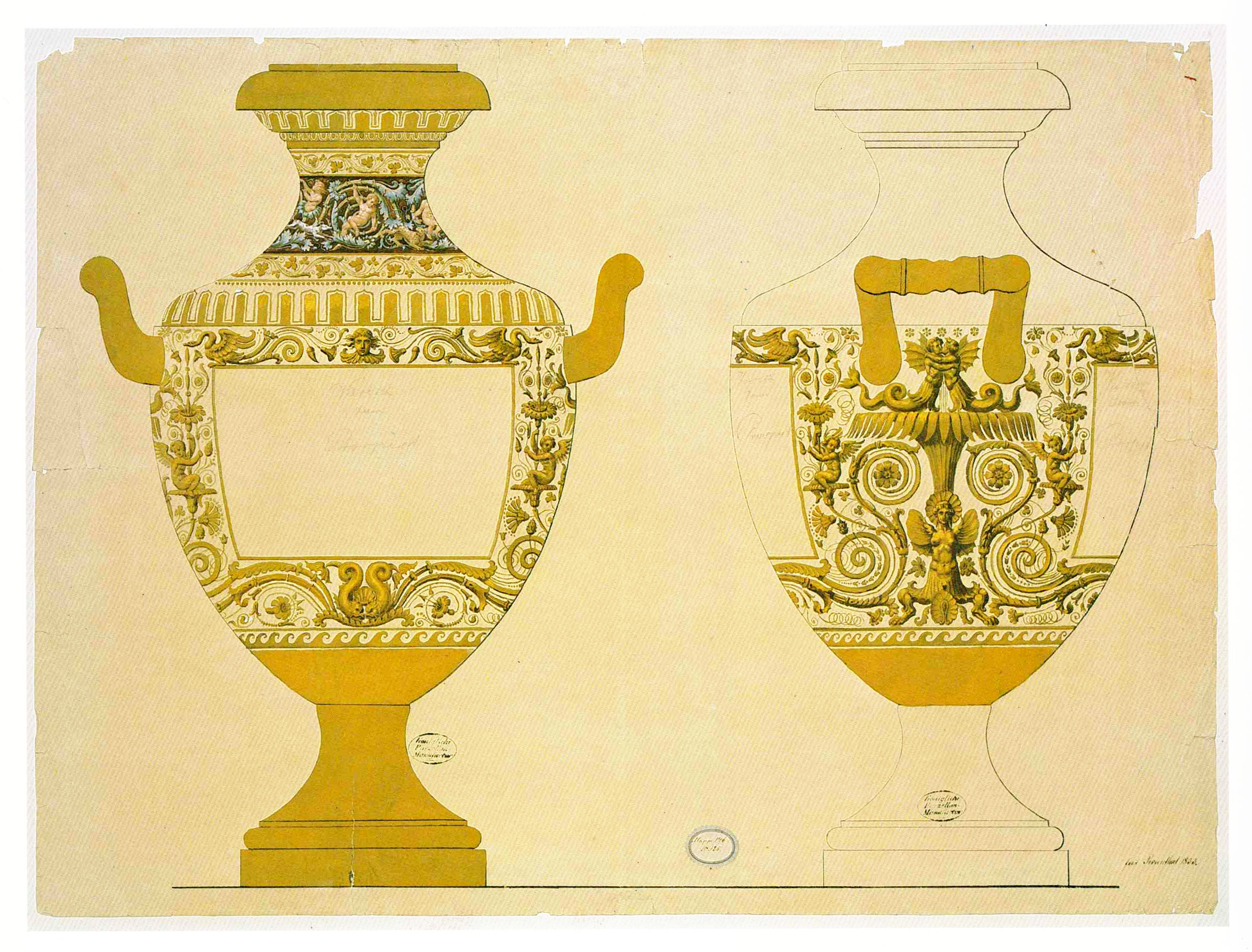
Malvorlage für eine Vase mit Reserve

Reserve ist in der Porzellanmalerei ein Fachbegriff für eine abgegrenzte Fläche, auch als Kartusche bezeichnet, die meist mit Ornament-Dekoren umrahmt wird.